# 방상
방상(方賞, ? ~ ?)은 전한 말기의 관료로, 자는 군빈(君賓)이며, 동해군 사람이다.

## 행적
건평 원년(기원전 6년), 사례교위에서 좌풍익으로 전임되었다.
건평 3년(기원전 4년), 정위로 승진하였다.
건평 연간, 양왕 유립이 사람을 함부로 죽였다. 방상은 조정의 명으로 대홍려 필유와 함께 부절을 갖고 양나라로 가 양나라의 관리들을 꾸짖었다.
원수 2년(기원전 1년), 다시 좌풍익에 임명되었다.

## 출전
- 반고, 《한서》 권19하 백관공경표 下·권47 문삼왕전